# Kleine Beethovenhalle

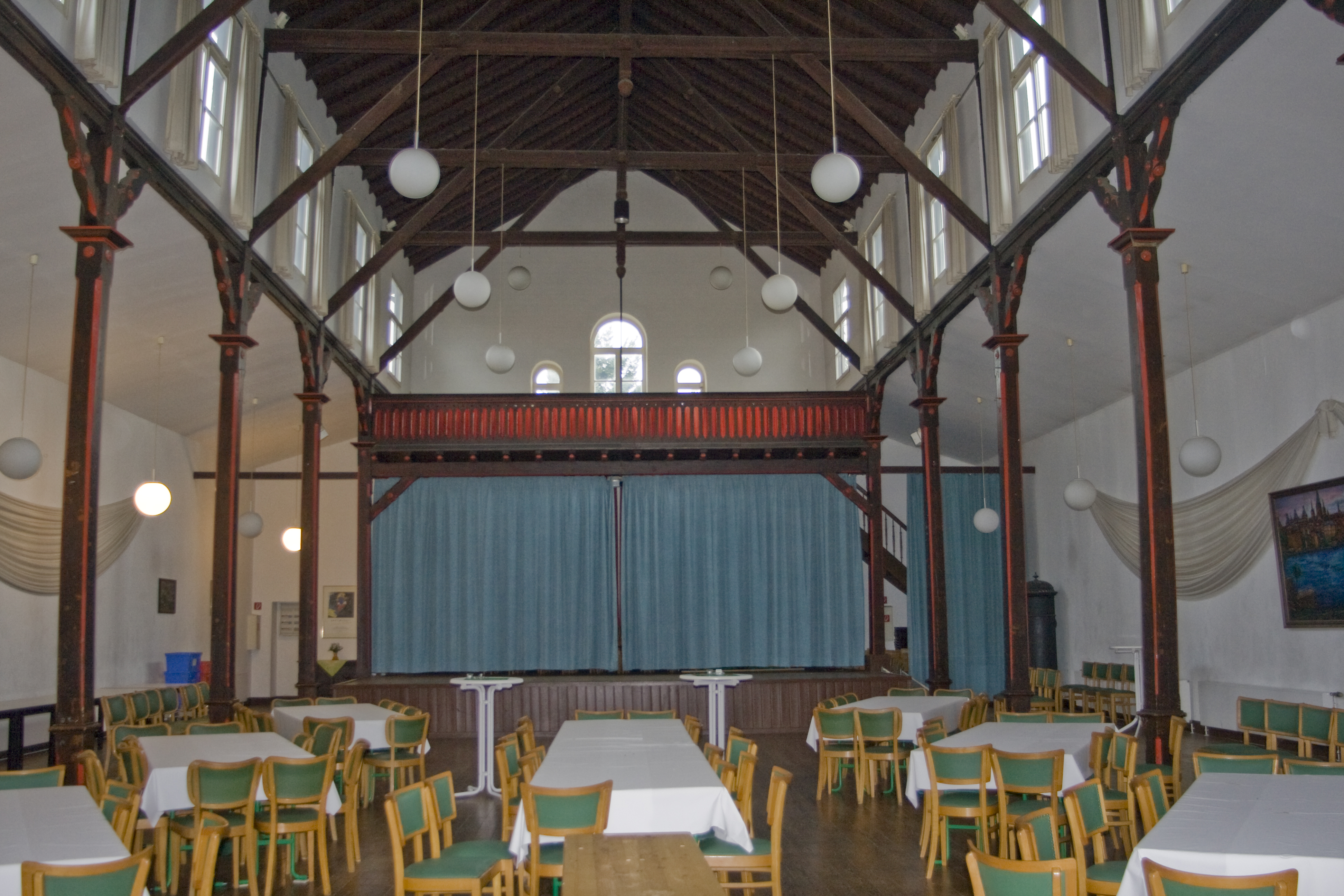
Innenansicht mit Pfeilern und Obergaden

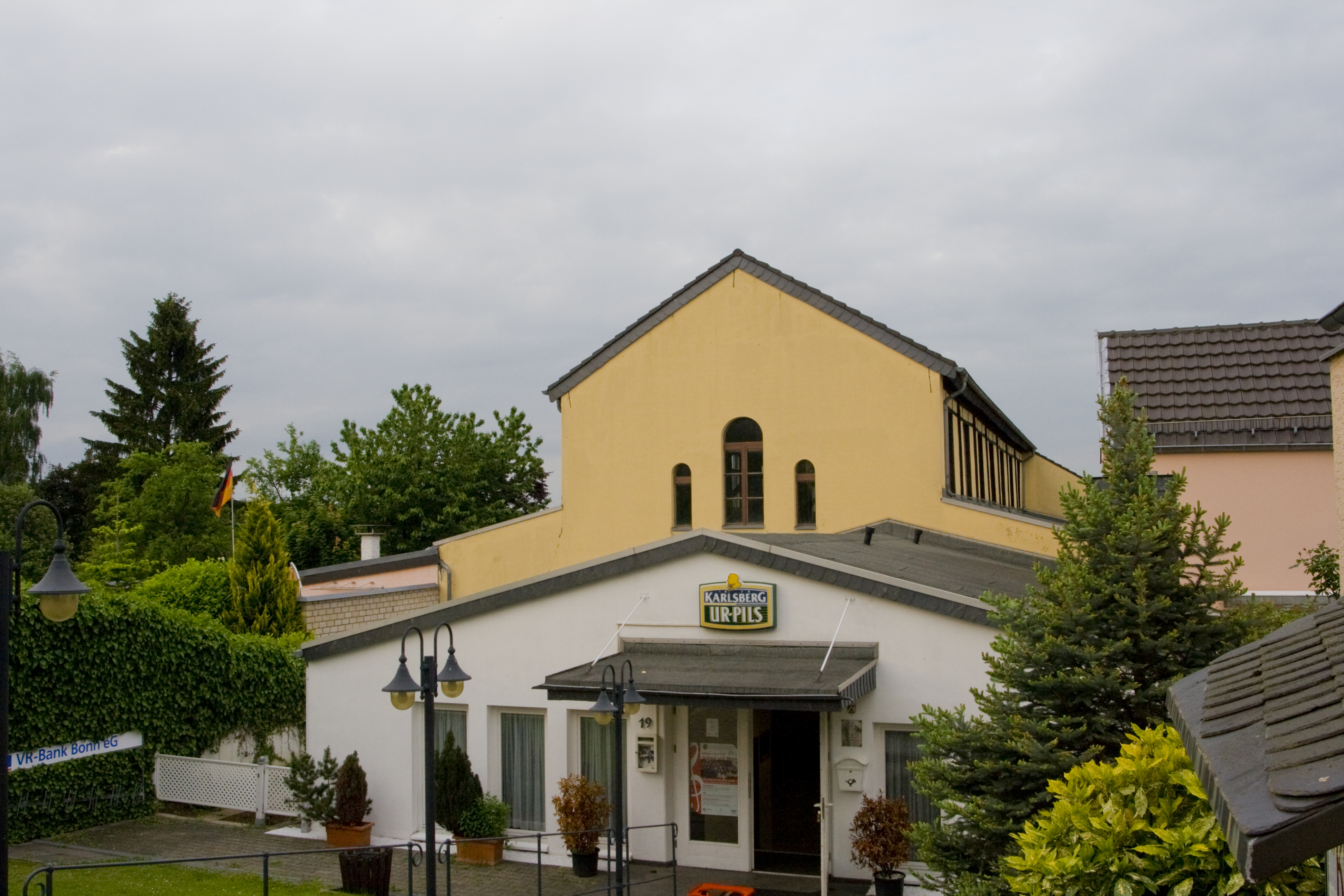
Rückansicht über vorgebautes Gebäude

Die Kleine Beethovenhalle in Muffendorf, einem Ortsteil des Bonner Stadtbezirks Bad Godesberg, ist eine Veranstaltungshalle aus der Kaiserzeit. Sie wird für die zahlreichen lokalen Veranstaltungen wie Konzerte, Freundschaftssingen, Theater- und Karnevalsveranstaltungen genutzt und gilt als Mittelpunkt des kulturellen Geschehens in Muffendorf. Das Saalgebäude steht als Baudenkmal unter Denkmalschutz.

## Geschichte
1896 ließ der Wirt Mathias Schneider, der bereits seit 1879/80 über einen Saal im Obergeschoss seines Anwesens verfügte, die Halle auf dem eigenen Grundstück durch den Bauunternehmer Henseler nach Plänen des Architekten Wilhelm Weinreis (1872–1906) aus Friesdorf errichten. Ob die Muffendorfer Halle sich bewusst am 28 Jahre früher in Bonn in ähnlichem Stil erbauten Vorgängerbau der heutigen Beethovenhalle orientierte, ist nicht sicher. 1901 wurde der Tanzsaal im Obergeschoss an der Muffendorfer Hauptstraße in Wohnräume aufgeteilt, 1925 das zur selben Straße gelegene Gasthaus umgebaut und dabei der Schankraum vergrößert. Seit 1987 steht die Kleine Beethovenhalle unter Denkmalschutz. Nach umfangreichen Sanierungsarbeiten, im Zuge derer sie als Anbau auch einen neuen Eingangsbereich an der Hopmannstraße erhielt, wurde die Halle am 24. Oktober 1990 feierlich wiedereröffnet.
Sie ist der letzte erhaltene Veranstaltungsbau aus dieser Zeit im Bonner Raum, nachdem die alte „große“ Beethovenhalle und die „Kulturscheune“ im Bad Godesberger Stadtpark nicht mehr existieren. Älter noch ist die ebenfalls im Stadtteil Bad Godesberg stehende Redoute. Der Name „Kleine Beethovenhalle“ in Bezugnahme auf die größere Halle gleichen Namens in Bonn entstand erst in jüngerer Zeit (Stand: 1990).

## Architektur
Wie bei der alten Bonner Beethovenhalle handelt es sich bei der Kleinen Beethovenhalle um eine schlichte Architektur im Basilikastil mit einem hohen Mittelschiff unter hölzerner Deckenkonstruktion und zwei schmalen Nebenschiffen. Getragen wird der Bau durch zwölf braunrot getönte Holzpfeiler. Der Obergaden gibt durch Fensterreihen Licht. Die Ost- und Westwand zeigen je drei Rundbogenfenster, von denen das mittlere erhöht ist. An der Westseite verläuft eine zierliche Galerie, im hinteren Teil des Saales befindet sich eine Bühne. Wie die Bonner Beethovenhalle und auch das erste Bonner Theater wurde der Saal durch Eisenöfen beheizt, die heute noch ohne Funktion als Dekoration erhalten sind.